# Pombo-azul-das-comores
Pombo-azul-das-comores  (Alectroenas sganzini) é uma espécie de ave da família Columbidae.
Pode ser encontrada nos seguintes países: Comores, Mayotte e Seychelles.
Os seus habitats naturais são: florestas subtropicais ou tropicais húmidas de baixa altitude, florestas de mangal tropicais ou subtropicais e regiões subtropicais ou tropicais húmidas de alta altitude.